# Élections législatives de 1936 dans les Côtes-du-Nord
Les élections législatives  dans les Côtes-du-Nord ont lieu les dimanches 26 avril 1936 et 3 mai 1936. Elles ont pour but d'élire les députés représentant le département à la Chambre des députés pour un mandat de quatre années.

## Élections partielles (1932-1936)
Il n'y a pas eu d'élections d'organisées durant ce mandat.

## Députés sortants
| Députés | Députés                | Parti           | Fonctions en 1936                                                                                |
| ------- | ---------------------- | --------------- | ------------------------------------------------------------------------------------------------ |
|         | Michel Geistdoerfer    | Radical-soc.    | Conseiller général de Dinan-Est. Journaliste.                                                    |
|         | André Lorgeré          | Radical-soc.    | Maire de Guingamp. Avoué.                                                                        |
|         | Pierre Michel          | Radical-soc.    | Conseiller général de Saint-Brieuc-Nord, maire de Trémuson. Industriel.                          |
|         | Yves Le Gac            | Radical-soc.    | Ancien conseiller général de Plestin-les-Grèves, maire de Tonquédec. Tanneur-négociant en cuirs. |
|         | Henri Le Vézouët       | Radical ind.    | Conseiller général et maire de Loudéac. Vétérinaire.                                             |
|         | André Cornu            | Radical ind.    | Secrétaire général au ministère de l'Intérieur.                                                  |
|         | Louis de Chappedelaine | Radical ind.    | Conseiller général de Jugon-les-Lacs. Avocat.                                                    |
|         | Oswen de Kerouartz     | Rép. G - U.R.D. | Maire de Bulat-Pestivien. Ingénieur.                                                             |

## Mode de scrutin
La  loi du 21 juillet 1927 qui a rétabli le scrutin d'arrondissement, soit un mode uninominal majoritaire à deux tours est utilisée. 
La circonscription pour l'élection est l'arrondissement. 
Le scrutin est individuel, chaque arrondissement élisant un député. 
Les arrondissements qui ont plus de cent mille habitants sont divisés. Dans ce cas on élit un député par circonscription électorale.
Les arrondissements de Loudéac et Lannion ne sont pas divisé en deux. Les autres disposent chacun de deux circonscriptions. 
Le découpage est le même que celui utilisé de 1889 à 1914. La seule différence tient à la date du scrutin de ballotage, qui aura lieu le dimanche suivant et non plus deux semaines plus tard.
L'article 3 précise qu'il faut réunir pour être élu au premier tour :
1. La majorité absolue des suffrages exprimés ;
2. Un nombre de suffrages égal au quart des électeurs inscrits.

Au deuxième tour la majorité relative suffit. En cas d'égalité c'est le plus âgé qui est élu.

## Résultats

### Arrondissement de Dinan

#### 1recirconscription
Dinan-1 regroupe les cantons de Dinan-Ouest, Dinan-Est, Évran, Ploubalay et de Caulnes.
| Candidats      | Candidats             | Étiquette      | Premier tour | Premier tour |
| Candidats      | Candidats             | Étiquette      | Voix         | %            |
| -------------- | --------------------- | -------------- | ------------ | ------------ |
|                | Michel Geistdoerfer * | Radical-soc.   | 5 961        | 50,11        |
|                | Marie-Ange Thoreux    | Union nat.     | 5 767        | 48,47        |
|                | Jean Bart             | Com.           | 166          | 1,40         |
|                | Henri Guérin          | PUP            | 3            | 0,02         |
|                |                       |                |              |              |
| Inscrits       | Inscrits              | Inscrits       | 14 673       | 100,00       |
| Votants        | Votants               | Votants        | 12 130       | 82,67        |
| Abstention     | Abstention            | Abstention     | 2 543        | 17,33        |
| Blancs et nuls | Blancs et nuls        | Blancs et nuls | 233          | 1,92         |
| Exprimés       | Exprimés              | Exprimés       | 11 897       | 98,08        |

*sortant

#### 2ecirconscription
Dinan-2 regroupe les cantons de Broons, Jugon-les-Lacs, Matignon, Plancoët et de Plélan-le-Petit.
| Candidats      | Candidats                | Étiquette      | Premier tour | Premier tour |
| Candidats      | Candidats                | Étiquette      | Voix         | %            |
| -------------- | ------------------------ | -------------- | ------------ | ------------ |
|                | Louis de Chappedelaine * | Radical ind.   | 8 491        | 78,69        |
|                | Théodore Amiot           | SFIO           | 1 492        | 13,83        |
|                | Bourgault                | Com.           | 334          | 3,10         |
|                |                          |                |              |              |
| Inscrits       | Inscrits                 | Inscrits       | 15 241       | 100,00       |
| Votants        | Votants                  | Votants        | 12 453       | 81,71        |
| Abstention     | Abstention               | Abstention     | 2 788        | 18,29        |
| Blancs et nuls | Blancs et nuls           | Blancs et nuls | 1 662        | 13,35        |
| Exprimés       | Exprimés                 | Exprimés       | 10 791       | 86,65        |

*sortant

### Arrondissement de Guingamp

#### 1recirconscription
Guingamp-1 regroupe les cantons de Bégard, Belle-Isle-en-Terre, Guingamp, Plouagat et de Pontrieux.
| Candidats      | Candidats        | Étiquette         | Premier tour | Premier tour | Deuxième tour | Deuxième tour |
| Candidats      | Candidats        | Étiquette         | Voix         | %            | Voix          | %             |
| -------------- | ---------------- | ----------------- | ------------ | ------------ | ------------- | ------------- |
|                | Yves Hervé       | Union nat. U.R.D. | 6 313        | 45,86        | 7 444         | 51,36         |
|                | André Lorgeré *  | Radical-soc.      | 4 423        | 32,13        | 7 032         | 48,51         |
|                | Pierre Marzin    | Com.              | 1 805        | 13,11        |               |               |
|                | Georges Voisin   | SFIO              | 1 141        | 8,29         |               |               |
|                | Théodore Cavalan | Radiacal ind.     | 46           | 0,33         | 11            | 0,08          |
|                | Marcel Cavalan   | U.S.R.            | 39           | 0,28         | 7             | 0,05          |
|                |                  |                   |              |              |               |               |
| Inscrits       | Inscrits         | Inscrits          | 17 366       | 100,00       | 17 366        | 100,00        |
| Votants        | Votants          | Votants           | 14 179       | 81,65        | 14 650        | 84,36         |
| Abstention     | Abstention       | Abstention        | 3 187        | 18,35        | 2 716         | 15,64         |
| Blancs et nuls | Blancs et nuls   | Blancs et nuls    | 412          | 2,91         | 155           | 1,06          |
| Exprimés       | Exprimés         | Exprimés          | 13 767       | 97,09        | 14 495        | 98,94         |

*sortant

#### 2ecirconscription
Guingamp-2 regroupe les cantons de Bourbriac, Callac, Maël-Carhaix, Rostrenen et de Saint-Nicolas-du-Pélem.
| Candidats      | Candidats            | Étiquette      | Premier tour | Premier tour | Deuxième tour | Deuxième tour |
| Candidats      | Candidats            | Étiquette      | Voix         | %            | Voix          | %             |
| -------------- | -------------------- | -------------- | ------------ | ------------ | ------------- | ------------- |
|                | Oswen de Kerouartz * | U.R.D.         | 7 074        | 47,80        | 7 711         | 49,65         |
|                | Pierre Sérandour     | Radical-soc.   | 6 853        | 46,31        | 7 820         | 50,35         |
|                | François Le Maner    | Com.           | 871          | 5,89         |               |               |
|                |                      |                |              |              |               |               |
| Inscrits       | Inscrits             | Inscrits       | 18 331       | 100,00       | 18 428        | 100,00        |
| Votants        | Votants              | Votants        | 15 155       | 82,67        | 15 649        | 84,92         |
| Abstention     | Abstention           | Abstention     | 3 176        | 17,33        | 2 779         | 15,08         |
| Blancs et nuls | Blancs et nuls       | Blancs et nuls | 357          | 2,36         | 118           | 0,75          |
| Exprimés       | Exprimés             | Exprimés       | 14 798       | 97,64        | 15 531        | 99,25         |

*sortant

### Arrondissement de Lannion
Lannion regroupe tous les cantons de l'arrondissement, soit Lannion, Plestin-les-Grèves,  Plouaret, Lézardrieux, Perros-Guirrec, La Roche-Derrien et Tréguier.
| Candidats      | Candidats        | Étiquette      | Premier tour | Premier tour | Deuxième tour | Deuxième tour |
| Candidats      | Candidats        | Étiquette      | Voix         | %            | Voix          | %             |
| -------------- | ---------------- | -------------- | ------------ | ------------ | ------------- | ------------- |
|                | Yves Le Cozannet | U.R.D.-P.D.P.  | 9 297        | 45,74        | 10 360        | 49,45         |
|                | Philippe Le Maux | SFIO           | 5 120        | 25,19        | 10 591        | 50,55         |
|                | Yves Le Gac *    | Radical-soc.   | 3 854        | 18,96        |               |               |
|                | Marcel Hamon     | Com.           | 2 054        | 10,11        |               |               |
|                |                  |                |              |              |               |               |
| Inscrits       | Inscrits         | Inscrits       | 26 359       | 100,00       | 26 353        | 100,00        |
| Votants        | Votants          | Votants        | 20 812       | 78,96        | 21 220        | 80,52         |
| Abstention     | Abstention       | Abstention     | 5 547        | 21,04        | 5 133         | 19,48         |
| Blancs et nuls | Blancs et nuls   | Blancs et nuls | 487          | 2,34         | 269           | 1,27          |
| Exprimés       | Exprimés         | Exprimés       | 20 325       | 97,66        | 20 951        | 98,73         |

*sortant

### Arrondissement de Loudéac
L’arrondissement de Loudéac regroupe tous les cantons de l'arrondissement, soit La Chèze, Collinée, Corlay, Gouarec, Loudéac, Merdrignac, Mûr-de-Bretagne, Plouguenast et Uzel.
| Candidats      | Candidats          | Étiquette         | Premier tour | Premier tour |
| Candidats      | Candidats          | Étiquette         | Voix         | %            |
| -------------- | ------------------ | ----------------- | ------------ | ------------ |
|                | Paul Morane        | U.R.D. - R.I.A.S. | 7 556        | 50,19        |
|                | Henri Le Vézouët * | Radical ind.      | 5 810        | 38,59        |
|                | Romain Boquen      | SFIO              | 881          | 5,85         |
|                | Henri Dieulangard  | Jeune rép.        | 635          | 4,22         |
|                | Joseph Debord      | Com.              | 172          | 1,14         |
|                |                    |                   |              |              |
| Inscrits       | Inscrits           | Inscrits          | 18 019       | 100,00       |
| Votants        | Votants            | Votants           | 15 505       | 86,05        |
| Abstention     | Abstention         | Abstention        | 2 514        | 13,95        |
| Blancs et nuls | Blancs et nuls     | Blancs et nuls    | 450          | 2,90         |
| Exprimés       | Exprimés           | Exprimés          | 15 055       | 97,10        |

*sortant

### Arrondissement de Saint-Brieuc

#### 1recirconscription
Saint-Brieuc-1 regroupait les cantons de Châtelaudren, Étables, Lanvollon, Paimpol, Plouha et de Saint-Brieuc-Nord.
| Candidats      | Candidats       | Étiquette      | Premier tour | Premier tour | Deuxième tour | Deuxième tour |
| Candidats      | Candidats       | Étiquette      | Voix         | %            | Voix          | %             |
| -------------- | --------------- | -------------- | ------------ | ------------ | ------------- | ------------- |
|                | Pierre Michel * | Radical-soc.   | 6 775        | 43,42        | 9 108         | 58,43         |
|                | Émile Le Guen   | P.D.P. -U.R.D. | 6 148        | 39,40        | 6 478         | 41,56         |
|                | Frédéric Choffé | SFIO           | 2 017        | 12,93        |               |               |
|                | Yves Flouriot   | Com.           | 651          | 4,17         |               |               |
|                |                 |                |              |              |               |               |
| Inscrits       | Inscrits        | Inscrits       | 21 952       | 100,00       | 21 960        | 100,00        |
| Votants        | Votants         | Votants        | 15 908       | 72,47        | 15 759        | 71,76         |
| Abstention     | Abstention      | Abstention     | 6 044        | 27,53        | 6 201         | 28,24         |
| Blancs et nuls | Blancs et nuls  | Blancs et nuls | 303          | 1,90         | 171           | 1,09          |
| Exprimés       | Exprimés        | Exprimés       | 15 605       | 98,10        | 15 588        | 98,92         |

*sortant

#### 2ecirconscription
Saint-Brieuc-2 regroupait les cantons de Lamballe, Moncontour, Pléneuf, Plœuc, Quintin et de Saint-Brieuc-Midi.
| Candidats      | Candidats      | Étiquette              | Premier tour | Premier tour | Deuxième tour | Deuxième tour |
| Candidats      | Candidats      | Étiquette              | Voix         | %            | Voix          | %             |
| -------------- | -------------- | ---------------------- | ------------ | ------------ | ------------- | ------------- |
|                | Alfred Duault  | P.D.P. - U.R.D.        | 9 437        | 47,92        | 10 343        | 51,15         |
|                | André Cornu*   | Radical ind.- Rad-soc. | 7 073        | 35,92        | 9 877         | 48,84         |
|                | Guy Robert     | SFIO                   | 2 506        | 12,73        |               |               |
|                | Charles Carnet | Com.                   | 512          | 2,60         |               |               |
|                | Mr Meileray    | Rép. G.                | 108          | 0,55         |               |               |
|                | Mr Étienne     | Féministe              | 4            | 0,02         |               |               |
|                |                |                        |              |              |               |               |
| Inscrits       | Inscrits       | Inscrits               | 23 910       | 100,00       | 23 903        | 100,00        |
| Votants        | Votants        | Votants                | 20 016       | 83,71        | 20 413        | 85,40         |
| Abstention     | Abstention     | Abstention             | 3 894        | 16,29        | 3 490         | 14,60         |
| Blancs et nuls | Blancs et nuls | Blancs et nuls         | 322          | 1,61         | 190           | 0,93          |
| Exprimés       | Exprimés       | Exprimés               | 19 694       | 98,39        | 20 223        | 99,07         |

*sortant

## Députés élus
| Députés | Députés                  | Parti                     | Fonctions lors de l'élection en 1936                                                                                   |
| ------- | ------------------------ | ------------------------- | --- |
|         | Philippe Le Maux         | SFIO                      | Ancien conseiller d'arrondissement de Lannion. Agriculteur, président du syndicat des paysans travailleurs de Lannion. |
|         | Michel Geistdoerfer *    | Radical-soc.              | Conseiller général de Dinan-Est. Journaliste.                                                                          |
|         | Pierre Sérandour         | Radical-soc.              | Inspecteur des Finances.                                                                                               |
|         | Pierre Michel *          | Radical-soc.              | Conseiller général de Saint-Brieuc-Nord, maire de Trémuson. Industriel.                                                |
|         | Louis de Chappedelaine * | Radical ind.              | Conseiller général de Jugon-les-Lacs. Avocat.                                                                          |
|         | Paul Morane              | U.R.D. - Rép. G.-R.I.A.S. | Avocat. |
|         | Alfred Duault            | P.D.P. - U.R.D.           | Maire de Quintin. Industriel Brasseur.                                                                                 |
|         | Yves Hervé               | Union nat. U.R.D.         | Conseiller d'arrondissement de Pontrieux, maire de Ploëzal. Agriculteur, Croix de guerre.                              |